# Универзитет у Варшави
Универзитет у Варшави (пољ. Uniwersytet Warszawski) је пољски јавни универзитет. То је највећи универзитет у Пољској. Запошљава око 6.000 људи, укључујући више од 3.100 наставника. На универзитету се годишње школује око 53.000 студената, међу којима 9.200 студената на постдипломским и докторским студијама. Универзитет пружа око 37 различитих области, на 25 факултета и више од 100 специјализација у друштвеним, техничким и природним наукама.
Историјски називи за Универзитет у Пољској су: Краљевски универзитет у Варшави, Царски универзитет у Варшави и Универзитет Јозефа Пилсудског у Варшави. Универзитет у Варшави је основан 19. новембра 1816. године у Варшави од стране Комисије за верске конфесије и јавно просвећивање.
Међу истакнутим бившим студентима универзитета су шефови држава, премијери, добитници Нобелове награде, укључујући сер Џозефа Ротблата и Олгу Токарчук, као и неколико историјски важних појединаца у својим областима, као што су Фредерик Шопен, Хилари Копровски, Бохдан Пачињски, Вацлав Сјерпињски, Алфред Тарски, Болеслав Прус, Лудвик Заменхоф и Флоријан Знањецки.

## Универзитет у Варшави тренутно[2]
Данас је Варшавски универзитет највећи и један од најстаријих универзитета у Пољској, а уједно и најдуже функционишући универзитет у главном граду. Од марта 2018. године универзитет је члан Алијансе 4 ЕУ+ (савез седам европских универзитета: Карлов универзитет, Универзитет Хајделберг, Универзитет Сорбона, Универзитет у Копенхагену, Универзитет у Женеви, Универзитет у Милану и Универзитет у Варшави. Алијанса има за циљ јачање сарадње у истраживању, образовању и мобилности истраживача и студената, као и развој активности у иновацијама и предузетништву.), која има статус европског универзитета на конкурсу који је расписала Европска комисија. Универзитет у Варшави је у октобру 2019. победио на такмичењу у програму „Иницијатива изврсности – истраживачки универзитет“ у организацији Министарства науке и високог образовања.
Године 2020. године било је: 37404 студента (дипломских и мастер студија) и 2127 студената докторских студија, 7815 запослених укључујући: 3974 академска наставника, 783 инжењерско-техничких радника, 366 библиотекара и 2692 административних службеника.
Универзитет нуди око 37 различитих области студија, 25 факултета и преко 100 специјализација у областима хуманистичких, техничких и природних наука.

## Историјат

#### Почетни период за владавине Александра I
Краљевски универзитет у Варшави (1816–1831)
Основан је као Краљевски универзитет 19. новембра 1816. године (1816–1831) када је деобом Пољске Варшава одвојена од најстаријег и најутицајнијег Јагелонског универзитета у Кракову и Академије у Вилниусу. У новембру 1816. године Станислав Костка Потоцки, шеф Комисије за верске вероисповести и народно просвећивање, и Станислав Сташић представили су пројекат оснивања Краљевског универзитета у Варшави сверуском цару. Цар Александар I Павлович је дозволио оснивање пет факултета: правног, медицинског, филозофског, теолошког и факултета за друштвене науке. Ово је постигнуто спајањем две школе које је за време Војводства Варшаве основала Комора народног образовања: Правног и административног факултета (процењено 1808) и Медицинског факултета, познатог и као Академски медицински факултет (процењено 1809). Након додавања, универзитет се састојао од 5 факултета. Универзитет се брзо ширио, али је затворен током Новембарског устанка 1830. године.
- Правне и управне науке, које је чинило 9 одељења (Припремне науке; Пандекти; Старо пољско право и историја пољског права; Актуелно грађанско право; Кривично право, Грађански и кривични поступак и Устав; Канонско право; Политичка економија, Управно право, Правна полиција и финансијска наука; Наука о трговини, Трговачко право и статистика; Технологија, пољопривреда и шумарство: до 1819). Одељење је запошљавало, између осталих, Јан Винценти Бандткие, Вацлав Александер Мациејовски и Фридерик Флориан Скарбек.[4][5]

- Медицинске науке, која се састојала од 10 одељења (теоријска, практична и компаративна анатомија; фармација, фармакологија, полицијска и правна хемија; физиологија и дијететика; општа патологија, историја медицине и пропедеутика; медицинска материја, токсикологија и формулација; теоријска хирургија; оперативна хирургија; Патологија и детаљна терапија, Акушерство, Болести трудноће, Акушери и новорођенчади, Епизоотске болести, Правна медицина и Медицинска полиција). Одељење је запошљавало, између осталих, Андрзеј Францисзек Ксавери Дибек, Емилиан Клеменс Новицки и Јан Богумил Фреиер.[6]

- Богословље, које је чинило 6 одељења (Свето писмо и помоћне науке; Црквена историја; Црквено право; Догматско богословље; Морално богословље; Пастирско богословље). Радио је на одељењу, између осталих: први ректор Варшавског универзитета Војчех Швејковски.

- Филозофију (основана 1817. године), где је, између осталих, предавао Адам Забелевич.[7]

- Науке и ликовне уметности – први почасни декан и професор у годинама 1816–1818 био је чувени сликар Марчело Бачарели.[1] У ову грану укључен је и Институт за музику и декламацију. Године 1826. Музички одсек Универзитета је трансформисан у Главну музичку школу (у њој је, између осталих, студирао и Фредерик Шопен).[8]

Сверуски цар Николај I је 1830. године преименовао универзитет у Краљевски Александровски универзитет у знак сећања на свог брата Александра I (који је преминуо 1825. године). После пада Новембарског устанка, у коме је учествовало много студената, универзитет је затворен.

#### Период после Новембарског устанка (1831—1869)
У оквиру репресије након пораза Новембарског устанка, пољско високо образовање је ликвидирано. Већина збирки Варшавског универзитета однета је у Санкт Петербург. Године 1857. у Варшави је отворена Медицинско-хируршка академија, коју су чинила два факултета (медицински и фармацеутски). Године 1862. академија је постала део Варшавске главне школе (Варшавскаа Главна школа). СГВ је имао четири факултета: (1) Правни и Административни, (2) Филолошки и Историјски, (3) Математички и Физички и (4) Медицински. Јозеф Мјановски је постао ректор универзитета. Школа је затворена 5 година након смиривања Јануарског устанка (1869).
Царски универзитет у Варшави (1870–1915)
Поново је отворен 1857. у оближњој палати Сташица као Медицинско-хируршка академија, само  са медицинским и фармацеутским факултетима. Сви кампуси на пољском језику су затворени 1869. након неуспелог Јануарског устанка, али је универзитет успео да образује 3000 студената, од којих су многи постали важан део пољске интелигенције. У међувремену је главна зграда факултета поново отворена као Царски руски универзитет са циљем образовања војног особља.

#### Период Друге Пољске Републике (1915–1939)
Универзитет Јозефа Пилсудског у Варшави (1935—1949)
Преко 70% студената су били пољске народности, али након револуције из 1905, однос се спустио на испод 10% због бојкота. Универзитет је поново основан током Првог светског рата, а број студената је 1918. процењен на 4.500. Након стицања независности Пољске, нова влада се усредсредила на побољшање универзитета, и до почетка 1930-их универзитет је постао највећи у Пољској. Основани су нови факултети, а наставни планови су проширени. Универзитет је био назван по шефу државе и маршалу Пољске Јозефу Пилсудском након његове смрти 1935. године.

#### Период Другог светског рата
Након Другог светског рата и разарања Варшаве, универзитет је поново отворен 1945. године.

#### Период Народне Републике Пољске (1945–1989)
Универзитет у Варшави (1945–)
После рата враћен је назив Варшавски универзитет. 16. децембра 1945. године наставу је започело преко 4.000 ученика. Уредбом Министарског савета од 24. октобра 1949. године укинути су Медицински и Фармацеутски факултети, а на њихово место основана је Медицинска академија (која је касније, 2008. године, трансформисана у Медицински универзитет у Варшави). Године 1950. Факултет хуманистичких наука је подељен на три одсека: Филозофски и Друштвени, Историјски и Филолошки. Године 1952. Факултет ветеринарске медицине је уклоњен са универзитета и основан је Ветеринарски факултет Универзитета у Варшави. Године 1954. уклоњени су и Евангелистички и Католички богословски факултет, одвојени и трансформисани у Хришћанску теолошку академију, односно Католичку богословску академију.
Универзитет у Варшави је био важан опозициони центар у време Пољске Народне Републике. Педесетих година 20. века, из политичких разлога, следећи људи су били искључени из наставе са ученицима: Владислав Татаркиевич, Станислав Осовски и Марија Осовска. У октобру 1966. године Лешек Колаковски је одржао предавање на Универзитету у Варшави на тему „Развој пољске културе у последњих 10 година“, због чега је искључен из Пољске уједињене радничке партије. У марту 1968. године на универзитету су биле масовне студентске демонстрације. Стефан Жолкјевски, Зигмунт Бауман, Лешек Колаковски, Бронислав Бачко и Марија Хиршович су потом уклоњени са Универзитета. У периоду 1980–1981. године, постојала је сенатска комисија за анализу неодговарајућих кадровских одлука власти Универзитета у Варшави донетих у периоду 1968–1980. година, којом је председавао Клеменс Шањавски.
Године 1980. основан је Музеј Универзитета у Варшави, првобитно смештен у палати Казимиерзовски. Исте године је Хенрик Самсонович постао ректор, али су га две године касније комунистичке власти уклониле са положаја током ванредног стања. Током овог периода интернирани су и: Андрзеј Богусłавски, Клеменс Шаниавски, доц. Др. Јоана Мантел-Ниећко, доц. Др. Јадвига Пужињина и доц. Др. Ханна Свида-Зиемба. Министар Бенон Мишкевич је 1984. године блокирао избор Клеменса Шањавског за ректора.

#### Универзитет у Варшави после 1989. године
У периоду од 1994–1998. године изграђена је нова зграда Универзитетске библиотеке у Повислеу. Званично отварање је уприличено 1999. године. 
Након уласка Пољске у Европску унију (2004. године), Универзитет у Варшави је добио многа средства за инвестиције из структурних фондова Европске уније. Тада су изграђене институције Центар биолошких и хемијских наука, Центар нових технологија, као и први део зграде лингвистичких факултета.
Године 2015. према споразуму закљученом између Пољско-америчке фондације за слободу и Универзитета у Варшави, основана је Школа за образовање Пољско-америчке фондације за слободу и Универзитета у Варшави (оригинални назив на пољском језику Szkoła Edukacji Polsko-Amerykańskiej Fundacji Wolności i Uniwersytetu Warszawskiego или скраћено Szkoła Edukacji PAFW i UW).
Универзитет у Варшави је 2016. године прославио свој 200. рођендан. Слоган прославе био је „Два века. Добар почетак“. Овом приликом на универзитету су се током целе године одржавали јубиларни догађаји, конференције, скупови, изложбе и уметнички догађаји.
Универзитет је 2016. године најавио вишегодишњи програм за 2016–2025, чији су циљеви били: развој трансдисциплинарних пројеката, већа интернационализација универзитета, развој програма цјеложивотног учења, развој академског предузетништва, подршка иновативним облицима образовање и унапређење квалитета јавног живота.
Ректори Универзитета у Варшави и Медицинског универзитета у Варшави су 2018. године потписали писмо о намерама за оснивање федерације. Оба универзитета су планирала да заједнички спроводе одабрана истраживања, области студија, наставне активности и заједничко образовање докторанада. Савез Универзитета у Варшави и Медицински универзитет у Варшави почео је са радом 2020. године.
У марту 2020. године, ректор Универзитета у Варшави Марцин Паłис затворио је универзитет за све студенте, студенте и запослене за период од 10. марта до 14. априла због глобалне пандемије КОВИД-19.
У мају 2023. године Универзитет је одликован Почасним знаком „За заслуге за Мазовију“.

## Кампус Универзитета у Варшави
Универзитет у Варшави поседује укупно 126 зграда. У главном кампусу су у току даља изградња и енергичан програм реновирања. Универзитет се простире по целом граду, иако је већина зграда концентрисана у две области.
Универзитетски живот је усредсређен на три кампуса: 
1. Главни кампус
2. Кампус Охота
3. Кампус Слузевиец

Главни кампус
Главни кампус Универзитета у Варшави налази се у центру града, поред улице Краковские Пжедмиечие. историјска локација Универзитета у Варшави, у близини центра града, дом хуманистичких и друштвених наука, власти УВ и канцеларија централне администрације (Канцеларија за пријем, Канцеларија за међународне односе, Канцеларија за студентска питања, Канцеларија за докторске и постдипломске студије).
Састоји се од неколико историјских палата, од којих је већина национализована у 19. веку. Главне зграде укључују:
- Палата Казимиежовски (име на пољском језику Pałac Kazimierzowski) – седиште ректора и Сената;
- Палата Уруски (име на пољском језику Pałac Uruskich) – лева страна улаза у главну капију, у којој се налази Одсек за географију и регионалне студије
- Стара библиотека (име на пољском језику Stary BUW) – од недавног реновирања, зграда за додатна предавања;
- Главна школа (име на пољском језику Szkoła Główna) – некадашње седиште Главне школе до Јануарског устанка 1863. године, касније Биолошки факултет; сада, од реновирања, седиште Института за археологију;
- Аудиториум Максимум (име на пољском језику Auditorium Maximum) – главна сала за предавања, са седиштима за неколико стотина студената.

Зграда Варшавске универзитетске библиотеке је кратка шетња низбрдо од главног кампуса, у насељу Повисле у Варшави. У подножју Варшавске стрмине, испод главног кампуса Универзитета у Варшави, на обали реке Висле, крајем 1990-их налазило се ново седиште Универзитетске библиотеке (Добра 56/66). У згради се налази и Факултет за право и администрацију (Липова 4). У Беднарској улици налази се Одсек за кореологију Факултета за оријенталистику и Факултета за новинарство, информатику и библиологију (и Академски радио Кампус) са седиштем у згради купатила Теодозја Мајевска и у улици Добра 55. постоји део Факултета савремених језика и Факултета примењене лингвистике. У будућности се планира даље ширење универзитетских институција у овом делу Повисле.
Кампус Охота (Кампус природних наука)
Други важан кампус, Кампус Охота, налази се у близини улица Банаха и Пастера у Варшави. Ово је локација специјално опремљена за одељења за хемију, физику, биологију, математику, рачунарство и геологију, а садржи и неколико других универзитетских зграда као што су Интердисциплинарни центар за математичко и рачунарско моделирање, Лабораторија за тешке јоне у животној средини у којој се налази циклотрон и објекат за производњу ПЕТ радиофармацеутика и спортски објекат. У оквиру овог кампуса је последњих година изграђено неколико нових зграда, а Одсек за физику се преселио са своје претходне локације у улици Хожа у Варшави.
Заједно са зградама других институција, попут Института за експерименталну биологију, Института за радијум и Медицинског универзитета у Варшави, кампус је део скоро суседне области научних и образовних објеката која покрива простор око 43 хектара.
Кампус Слузевиец
Кампус Слузевиец је дом Факултета за менаџмент и студентских домова.дом Факултета за менаџмент и студентских домова.

## Рангирање
Варшавски универзитет један је од најбољих пољских универзитета. Пољски часопис „Перспективе” (месечни едукативни часопис за младе, који излази од 1998. године у Варшави) га је рангирао као најбољи пољски универзитет у 2010., 2011., 2014. и 2016. години. Међународне ранг-листе, попут АРWУ-а и Универзитетског онлајн-рангирања, рангирају универзитет као најбољу пољску институцију вишег нивоа. На листи 100 најбољих европских универзитета састављеној од стране University Web Ranking, Универзитет у Варшави стављен је на 262. место у свету. Преглед листе QS World University Rankings позиционирао је Универзитет у Варшави као другу најбољу високообразовну институцију у Источној Европи 2024. године, а на 92. позицију у Европи.

## Факултети
Када је основан почетком 1800-их, Универзитет у Варшави је имао 5 факултета. Данас Универзитет у Варшави се састоји од 126 зграда и образовних комплекса са 25 факултета на којима се студирају: биологија, хемија, новинарство и политичке науке, филозофија и социологија, физика, географија и регионалне студије, геологије, историја, примењена лингвистика и словенска филологија, филологија, педагогија, пољски језик, право и јавна администрација, психологија, примењене друштвене науке, менаџмент и математика, рачунарство и механика. 
Факултет новинарства и политичких наука је 2016. године подељен на две целине – Факултет за новинарство, информатику и књиге и Факултет политичких наука и међународних студија. 1. септембра 2020. године почело је са радом пет нових факултета: Археолошки факултет, Историјски факултет, Социолошки факултет, Филозофски факултет и Факултет културе и уметности. Од 1. септембра 2022. године отворен је Медицински факултет (први студенти медицине почели су студије 1. октобра 2023. године).
| 1. Археолошки факултет 2. Биолошки факултет 3. Геолошки факултет 4. Економски факултет 5. Историјски факултет 6. Медицински факултет 7. Педагошки факултет 8. Правно-административни факултет 9. Социолошки факултет 10. Хемијски факултет 11. Факултет културе и уметности 12. Факултет економских наука 13. Факултет за географију и регионалне студије 14. Факултет за новинарство, информатику и библиографију 15. Факултет за менаџмент 16. Факултет математике, информатике и механике 17. Факултет савремених језика 18. Факултет за оријенталистику 19. Факултет либералних уметности 20. Факултет за полонистику 21. Факултет политичких наука и међународних студија 22. Факултет примењених друштвених наука и ресоцијализације 23. Факултет за психологију 24. Филозофски факултет 25. Физички факултет |

## Остале основне организационе јединице
- Центар пољског језика и културе за странце „Полоникум“[29]
- Европски центар Универзитета у Варшави[30]
- Центар за обуку наставника страних језика и европског образовања на Универзитету у Варшави[31]
- Институт Америке и Европе на Универзитету у Варшави[32]
- Центар за археологију Медитерана Универзитета у Варшави проф. Казимежа Михаловског[33]
- Центар за нове технологије Универзитета у Варшави[34]
- Институт за друштвене науке професор Роберт Зајонц[35]
- Интердисциплинарни центар за математичко и рачунарско моделирање[36]
- Центар за истраживање антиквитета Југоисточне Европе[37]
- Центар за истраживање миграција[38]
- Лабораторија за тешке јоне животне средине на Универзитету у Варшави[39]

Међуресорне организационе јединице
- Центар за форензичке науке Универзитета у Варшави[40]
- Центар за проучавање територијалне самоуправе и локалног развоја
- Центар за биолошке и хемијске науке Универзитета у Варшави
- Висока школа за међуобластне индивидуалне студије у хуманистичким и друштвеним наукама[41]
- Висока школа за међуфакултетске индивидуалне студије математике и природних наука[42]
- Универзитетски центар за истраживање природне средине и одрживог развоја[43]

Организационе јединице на нивоу универзитета
- Архив Варшавског универзитета
- Универзитетска библиотека у Варшави
- Центар за отворено и мултимедијално образовање
- Академски хор Универзитета у Варшави
- Еразмова катедрала у Ротердаму
- Катедрала Тадеуша Мазовиецког
- УНЕСКО Катедра за одрживи развој
- Музеј Варшавског универзитета
- Студиј физичког васпитања и спорта
- Школа страних језика на Универзитету у Варшави
- Позориште Хибриди Универзитета у Варшави
- Универзитетски центар за трансфер технологије
- Универзитетски центар за истраживање природне средине и одрживог развоја
- Универзитетски волонтерски центар
- Отворени универзитет Универзитета у Варшави
- Издавачка кућа Универзитета у Варшави
- Ансамбл песама и игре Варшавског универзитета „Варшавјанка“

Субјекти који обављају пословну делатност
- Канцеларија за вештачење Центра за форензичке науке
- Центар за анализу политичких наука Универзитета у Варшави

Остале јединице
- Центар за француску културу и франкофоне студије
- Школа за образовање Пољско-америчке фондације за слободу и Универзитета у Варшави

## Услуге за студенте
Информациони центар
Welcome Point је централна информативна услуга за међународне запослене, посетиоце и студенте. Организација сарађује са Пријемном канцеларијом, Канцеларијом за међународне односе, Канцеларијом за студентска питања и другим универзитетским јединицама како би својим корисницима пружили релевантне и ажурне информације о питањима везаним за Универзитет, студентске активности и свакодневни живот.
Центар за психолошку помоћ Универзитета у Варшави
Центар за психолошку помоћ Универзитета у Варшави (назив на посљском језику Centrum Pomocy Psychologicznej Uniwersytetu Warszawskiego (CPP UW)), скраћено ЦПП УВ је центар који нуди краткорочну психолошку помоћ заједници Универзитета у Варшави.
Центар УВ је основан 2018. године од стране запослених на Факултету за психологију Универзитета у Варшави. Од 2022. године постао је централна административна јединица која пружа психолошку подршку универзитетској заједници. Тим Центра за психолошке и саветодавне услуге Варшавског универзитета чине стручњаци који пружају бесплатну поверљиву подршку у облику прилагођеном потребама и могућностима дотичног студента или члана особља Универзитета у Варшави.
Услуге Центра су различите природе у зависности од потреба и захтева појединца. Ово може укључивати појединачне консултације, серију састанака о интервенцији, индивидуалну краткорочну психотерапију, временски ограничену групну психотерапију или фокусирану могућност учешћа у радионицама и психоедукативном раду. 
Своје клијенте едукују и о могућности добијања специјалистичке психолошке и психијатријске помоћи ван ЦПП УВ, у зависности од тренутних потреба менталног здравља особе која тражи такву помоћ. Такође спроводе низ активности за промовисање менталног здравља и благостања, пружамо административну и суштинску подршку другим јединицама Универзитета у Варшави.
Важно је напоменути да у свакој фази рада са клијентима, активисти Центра су дужни да чувају најстрожу поверљивост и пружају помоћ у складу са правилима Етичког кодекса за психологе који је израдило Пољско удружење психолога и Етичког кодекса за психотерапеуте Секције за психотерапију Пољске психијатријске асоцијације.
Контакт
Центар за психолошку помоћ УВ ради од понедељка до четвртка од 10 до 14 часова без претходног заказивања. Консултације на енглеском језику се одржавају четвртком од 11 до 13 часова. Обезбјеђено је и онлајн савјетовање, доступно и изван радног времена Центра.
Унија студената Универзитета у Варшави
Унија студената делује преко својих органа. Унија студената Варшавског универзитета може се поделити на централне и факултетске синдикате. На централном нивоу, чине га председник, одбор Уније студената, Студентски парламент Универзитета у Варшави, Изборна комисија, Комисија за ревизију и Одбор за жалбе. Орган на индивидуалном нивоу је Савет ученика.
Најважније законодавно тело Студентске уније је Студентски парламент Универзитета у Варшави, чије надлежности обухватају избор људи на различите функције у Унији студената, укључујући председника Уније студената и њихов одбор. Синдикати студената факултета оснивају се у свим организационим јединицама Универзитета које се баве образовањем. Уније студената факултета представљају студенте на факултетском нивоу, њихови чланови се бирају на изборима које организује Изборна комисија Савеза студената Универзитета у Варшави. У саставу Уније студената је и 6 Већа домова. Председници свих 6 савета домова председавају главним саветом домова.
Бесплатни часови пољског језика за студенте
У оквиру академског програма, Универзитет у Варшави свим страним студентима нуди могућност уписа на курс пољског за странце који је бесплатан. Води га Центар за пољски језик и културу за странце Полоникум током целе школске године. Поред типичних часова језика, предавачи се фокусирају на практично усвајање пољског језика. Ученици учествују у филмским пројекцијама, мултимедијалним програмима који их упознају са пољском историјом и културом, као и у етнографским радионицама.

## Ректорске власти
Ректори Универзитета у Варшави
| - Ks. Wojciech Szweykowski (1818–1831) - Józef Karol Skrodzki (1831) - Józef Mianowski (1862–1869) - Piotr Ławrowski (1869–1873) - Nikołaj Błagowieszczański (1874–1884) - Nikołaj Ławrowski (1884–1890) - Michaił Szałfiejew (1895) - Pawieł Kowalewski (1896) - Grigorij Zenger (1896) - Michaił Szałfiejew (1898) - Grigorij Uljanow (1899–1903) - Piotr Ziłow (1904) - Jefim Karski (1905–1911) - Wasilij Kudrewiecki (1911–1912) - Iwan Triepicyn (1913) - Siergiej Wiechow (1914–1915) - Józef Brudziński (1915–1917) | - Antoni Kostanecki (1917–1919) - Stanisław Józef Thugutt (1919–1920) - Jan Karol Kochanowski (1920–1921) - Jan Mazurkiewicz (1921–1922) - Jan Łukasiewicz (1922–1923) - Ignacy Koschembahr-Łyskowski (1923–1924) - Franciszek Krzyształowicz (1924–1925) - Stefan Pieńkowski (1925–1926) - Bolesław Hryniewiecki (1926–1927) - Ks. abp Antoni Szlagowski (1927–1928) - Gustaw Przychocki (1928–1929) - Tadeusz Brzeski (1929–1930) - Mieczysław Michałowicz (1930–1931) - Jan Łukasiewicz (1931–1932) - Józef Ujejski (1932–1933) - Stefan Pieńkowski (1933–1936) - Włodzimierz Antoniewicz (1936–1939) | - Jerzy Modrakowski (1939) - Stefan Pieńkowski (1945–1947) - Franciszek Czubalski (1947–1949) - Jan Wasilkowski (1949–1952) - Stanisław Turski (1952–1969) - Zygmunt Rybicki (1969–1980) - Henryk Samsonowicz (1980–1982) - Kazimierz Albin Dobrowolski (1982–1985) - Rector electus Klemens Szaniawski (1984) - Grzegorz Białkowski (1985–1989) - Andrzej Kajetan Wróblewski (1989–1993) - Włodzimierz Siwiński (1993–1999) - Piotr Węgleński (1999–2005) - Katarzyna Chałasińska-Macukow (2005–2012) - Marcin Pałys (2012–2020) - Alojzy Nowak (od 2020) |

Проректори Универзитета у Варшави
| - Stanisław Głąb - Witold Cezariusz Kowalski - Czesław Kupisiewicz | - Henryk Kupiszewski - Włodzimierz Lengauer - Zofia Morecka | - Michał Nawrocki - Alojzy Nowak - Józef Szaflik | - Marek Wąsowicz - Konstanty Wojtaszczyk - Janusz Zakrzewski |

Ректорска овлашћења у мандату 2016–2020
- ректор: др хаб. Марцин Палис, проф. Универзитета у Варшави
- проректор за развој: др хаб. Ана Гиза-Полешчук, проф. Универзитета у Варшави
- проректор за студенте и квалитет образовања: др хаб. Јоланта Хоинска-Мика, проф. Универзитета у Варшави
- проректор за научне послове: др хаб. Мациеј Душчик
- проректор за људске ресурсе и финансијску политику: проф. Др. Анджеј Тарлецки

Ректорска овлашћења у мандату 2020–2024
- уредник: проф. Др. Алојзи Новак
- проректор за развој: проф. Др. Ева Крогулец
- проректор за сарадњу и послове запослених: проф. Др. Самбор Груча
- проректор за научноистраживачки рад: проф. Др. Зигмунт Лалак
- проректор за студенте и квалитет образовања: др хаб. Славомир Золтек, проф. Универзитет у Варшави

## Познати студенти
- Францишек Адамчак (1927–2000), палеонтолог
- Јержи Анджејевски (1909–1983), аутор
- Шимон Аскенази (1865-1935), пољски правник, историчар, просветитељ, први пољски представник у Лиги народа
- Кшиштоф Камил Бачињски (1921–1944), песник, домовински војник погинуо у Варшавском устанку
- Менахем Бегин (1913–1992), 6. премијер Израела (1977–1983), Нобелова награда за мир добитник (1978)
- Малгошиа Бела (рођена 1977), манекенка и глумица
- Марек Биенчик (рођен 1956), писац, историчар књижевности, есејиста и преводилац, добитник Нике награде (2012)
- Адам Боднар (рођен 1977), адвокат, активиста за људска права, пољски омбудсман, министар правде
- Тадеуш Боровски (1922–1951), песник, писац
- Казимиеж Брандис (1916–2000), писац
- Јан Бжехва (1898–1966), песник, писац
- Анжеј Бурас (рођен 1946.), дански физичар, добитник 2020. Макс Планкова медаља
- Фредерик Шопeн (1810–1849), пијаниста, композитор
- Влодзимиеж Цимошевич (рођен 1950), политичар, премијер Пољске (1996–1997), маршал Сејма (2005)
- Томасз Диетл (рођен 1950), физичар
- Роман Дмовски (1864–1939), политичар, државник
- Адам Дзиевонски (1936–2016), геофизичар
- Самуел Еиленберг (1913–1998), математичар, информатичар, колекционар уметности
- Барбара Енгелкинг (рођена 1962), социолог
- Јосеф Епстеин (1911–1944), комунистички вођа француског отпора
- Лех Гардоцки (рођен 1944.) адвокат, судија, бивши први председник Врховног суда Пољске
- Кжиштоф Гаведзки (1947–2022), математички физичар
- Марек Газџицки (рођен 1956), нуклеарни физичар
- Бронислав Геремек (1932–2008), историчар, политичар
- Малгорзата Герсдорф (рођена 1952), адвокат, први председник Врховног суда Пољске
- Мациеј Гливич (рођен 1939), биолог
- Витолд Гомбрович (1904–1969), писац
- Јан Грабовски (рођен 1962), пољско-канадски професор историје
- Хана Гронкиевич-Валц (рођена 1952), политичарка, председница Националне банке Пољске (1992–2001), градоначелник Варшаве (2006–2018)
- Јан Томаш Грос (рођен 1947), историчар, писац, професор Принцетон Университи
- Јарек Гриз, информатичар, аналитичар података
- Тако Хемингвеј (рођен 1990), репер, текстописац и музичар
- Густав Херлинг-Грудзински (1919–2000), новинар, писац, Гулаг преживели
- Ричард Б. Хетнарски (рођен 1928), пољско-амерички инжењер
- Леонид Хурвич (1917–2008), економиста, математичар, Нобелова награда за економију (2007)
- Марија Јанион (1926–2020), књижевна критичарка
- Моника Јарузелска (рођена 1963) модни дизајнер, новинар, ћерка бившег пољског председника Војчеха Јарузелског
- Јерзи Једлицки (1930–2018), историчар идеја, антикомунистички активиста
- Јарослав Качињски (рођен 1949), политичар, премијер Пољске (2006–2007)
- Лех Качињски (1949–2010), политичар, градоначелник Варшаве (2002–2005), председник Пољске (2005–2010)
- Анжеј Калвас (рођен 1936), адвокат, бизнисмен и бивши пољски министар правде
- Александар Камински (1903–1978), писац, вођа Пољског извиђачког и водничког удружења
- Ричард Капушћински (1932–2007), писац и новинар
- Миечислав Карлович (1876–1909), композитор и диригент
- Јан Карски (1914–2000), пољски борац отпора
- Малгорзата Кидава-Блонска (рођена 1957), политичарка, правница и социолог, 14. маршал Сејма
- Ричард Коле, фармаколог, добитник Массри Призе 2019.
- Зофиа Киелан-Јаворовска (1925–2015), палеобиолог
- Лечек Колаковски (1927–2009), филозоф, историчар филозофије
- Бронислав Коморовски (рођен 1952), политичар, маршал Сејма (2007–2010), 5. Председник Пољске (2010–2015)
- Алфа Оумар Конаре, (рођен 1946), трећи председник Малија (1992–2002)
- Хилари Копровски (1916–2013), виролог и имунолог
- Јануш Корвин-Мике (рођен 1942), конзервативно-либерални политичар и новинар
- Марек Котански (1942–2002), психолог и улични радник
- Јацек Курон (1934–2004), историчар, писац, социјални радник и политичар
- Ирена Ласиецка (рођена 1948), математичарка
- Јацек Леоциак (рођен 1957), књижевник и историчар
- Мациеј Левенштајн (рођен 1955), теоријски физичар
- Јан Јозеф Липски (1926–1991), историчар књижевности, политичар
- Ева Летовска (рођена 1940), правница, прва пољски омбудсман за права грађана
- Олга Малинкевич (рођена 1982), физичар
- Тадеуш Мазовјецки (1927–2013), писац, социјални радник, новинар, премијер Пољске (1989–1991)
- Адам Михник (рођен 1946), новинар, историчар, јавни интелектуалац
- Карол Модзелевски (1937–2019), историчар, политичар
- Јерзи Нејман (1894–1981), математичар, статистичар, Универзитет Калифорније професор
- Јан Олчевски (1930-2019), адвокат, политичар, премијер Пољске (1991–1992)
- Јануш Онишкевич (рођен 1937), политичар
- Марија Осовска (1896–1974), социолог
- Бохдан Пацзински (1940–2007), астроном
- Рафал Панковски (рођен 1976), социолог и политиколог
- Лонгин Пастусиак (рођен 1935), политичар, маршал Сената Републике Пољске (2001–2005)
- Болесłав Пиасецки (1915–1979), политичар
- Кжиштоф Пиесиевич (рођен 1945), адвокат, сценариста
- Мариан Пилот (рођен 1936), писац, новинар и сценариста, добитник Нике награде (2011)
- Јерзи Пниевски (1913–1989), физичар
- Моше Привес (1914–1998), израелски лекар и педагог; први председник Бен-Гурион универзитета у Негеву
- Адам Прзеворски (рођен 1940), политиколог, Њујоршки универзитет професор
- Болеслав Прус (1847–1912), писац
- Михаил Рајзнер (1868-1928), руски и совјетски правник, историчар и академик.
- Емануел Рингелблум (1900–1944), историчар, оснивач Архива Емануела Рингелблума Варшавског гета[53]
- Иренеуш Рошковски (1910–1996), претеча пренаталне медицине
- Јозеф Ротблат (1908–2005), физичар, Нобелова награда за мир (1995)
- Агата Розанска (рођена 1968), астроном и астрофизичар
- Јицак Шамир (1915–2012), 7. премијер Израела (1983–1984 и 1986–1992)
- Вацлав Сиерпински (1882–1969), математичар
- Анжеј Соболевски (рођен 1951), физичар
- Александар Соловјев (историчар)|Александар Соловјев (1890-1971) руски емигрантски правник, историчар, академик
- Дмитриј Стрелников (рођен 1969), руски писац, биолог, новинар за медије
- Казимиера Шчука (рођена 1966), књижевна критичарка, феминисткиња, ЛГБТ права активисткиња, телевизијска личност
- Адам Шимчик (рођен 1970), ликовни критичар и кустос
- Магдалена Шрода (рођена 1957), филозофкиња и феминисткиња
- Алфред Тарски (1902–1982), логичар, математичар, члан Лвовско-варшавске школе логике
- Владислав Татаркиевич (1886–1980), филозоф, историчар естетике
- Олга Токарчук (рођена 1962), писац, есејиста, психолог, Нобелова награда за књижевност (2018)
- Изабела Томашевска (1955–2010) службеник владиног протокола и археолог
- Рафал Тчасковски (рођен 1972), политичар, академски наставник, градоначелник Варшаве
- Јулиан Тувим (1894–1953), песник и писац
- Анжеј Удалски (рођен 1957), астроном и астрофизичар
- Костиантин Воблиј (1876-1947), украјински економиста, академик, активан у Руском царству и Совјетском Савезу.
- Анџеј Кајетан Врблевски (рођен 1933), експериментални физичар
- Јануш Анџеј Зајдел (1938–1985), физичар и писац научне фантастике
- Лудвик Лазар Заменхоф (1859–1917), лекар, проналазач есперанта
- Павел Зажечни (1961–2017), спортски новинар, колумниста и ТВ личност
- Мачеј Зембати (1944–2011), песник, писац, преводилац дела Леонарда Коена
- Војчех Заремба (рођен 1988), информатичар, суоснивач ОпенАИ
- Рафал А. Зиемкиевич (рођен 1964), писац
- Флоријан Знањецки (1882–1958), филозоф и социолог
- Ана Н. Житков (рођена 1947), астрофизичар
- Витолд Гомбрович
- Леонид Хурвич

### Познати професори
- Зигмунт Бауман (1925–2017), социолог
- Јан Лукашијевич (1878–1956), математичар и логичар
- Осман Ахматович (1899–1988), хемичар, ректор Техничког универзитета у Лођу (1946–1953)
- Владимир Прохорович Амалитскиј (1860–1917), палеонтолог
- Шимон Аскенази (1866–1935), историчар
- Александар Николајевич Бартењев (1882-1946), зоолог
- Марија Лудвика Бернхард (1908–1998), археолог
- Карол Борсук (1905–1982), математичар
- Францишек Бујак (1919–1921) историчар
- Jan Baudouin de Courtenay (1845–1929), лингвиста, увео је појам фонема
- Томаш Диетл (рођен 1950), физичар, добитник награде за еврофизику за Агилиент Тецхнологиес Европског физичког друштва (2005)
- Семјуел Дикштајн (1851-1939), математичар, заговорник јеврејске асимилације у Пољској
- Бенедикт Дибовски (1833–1930), биолог и истраживач Сибира и Бајкала
- Александар Михајлович Евлахов (1880-1966), књижевни критичар
- Мишел Фуко (1926–1984), француски филозоф, декан универзитета Француског центра 1958–1959.
- Станислав Грабски (1871–1949), економиста
- Дмитриј Јосифовић Ивановски (1864-1920), ботаничар, пионир у откривању и проучавању вируса
- Хенрик Јаблонски (1909–2003), историчар, номинални шеф државе Пољске (1972–1985)
- Феликс Павел Јароцки (1790–1865), зоолог
- Барбара Јарузелска (1931–2017), филолог и професор германистике, прва дама Пољске (1985–1990)
- Николај Иванович Карејев (1850-1931), филозоф, историчар
- Јефим Фјодорович Карски (1861-1931) лингвиста, етнограф, палеограф
- Јержи Колендо (1955-1983), класични археолог и историчар
- Лешек Колаковски (1927–2009), филозоф
- Казимиеж Куратовски (1896–1980), математичар
- Јоаким Лелевел (1786–1861), историчар, политичар и борац за слободу
- Антони Лешњовски (1867–1940), хирург и медицинар, један од откривача Кронове болести
- Едвард Липињски (1888–1986), економиста, оснивач Главног завода за статистику
- Мечислав Манели (1922–1994), правник
- Лешек Маркс (рођен 1951), геолог
- Казимиеж Михаловски (1901–1981), археолог, истраживач Деир ел Бахарија и Фараса
- Анжеј Мостовски (1913–1975), математичар
- Николај Викторович Насонов (1855-1939), зоолог
- Марија Осовска (1896–1974), социолог
- Станислав Осовски (1897–1963), социолог
- Владимир Иванович Паладин (1859-1922), биохемичар, ботаничар
- Григол Перадзе (1899–1942), православни теолог
- Леон Петразицки (1867–1931), правник, филозоф и логичар, један од оснивача социологије права
- Ладислав Пиларс де Пилар (1874–1952), професор књижевности, песник и предузетник
- Адам Подгорецки (1925–1998), социолог права
- Дмитриј Јаковлевич Самоквасов (1843-1911), археолог, правни историчар
- Хенрик Самсонович (1930–2021), историчар, ректор (1980–1982)
- Вацлав Сјерпињски (1882–1969), математичар
- Алфред Соколовски (1849–1924), лекар и пионир у лечењу туберкулозе
- Хелене Спаров (1891–1970), бактериолог и пионир јавног здравља, посебно тифуса
- Николај Јаковлевич Сонин (1849–1915), математичар
- Јан Стрелау (рођен 1931), психолог
- Јежи Шацки (1929–2016), социолог и историчар
- Анджеј К. Тарковски (рођен 1933), зоолог, лауреат Јапанске награде (2002)
- Станислав Тугут (1873–1941), политичар, ректор (1919–1920)
- Георгиј Феодосевич Вороној (1868-1908), математичар
- Тадеуш Валек-Чарнецки (1889–1949), професор античке историје
- Ева Випчицка (рођена 1933), историчарка и папиролог
- Владислав Витвицки (1878–1948), психолог, филозоф, преводилац и уметник
- Георгиј Викторович Вулф (1863-1925), кристалограф
- Влодзимиеж Зон (1905–1985), астроном
- Александра Лелива-Копистинска (1937–2023) пољска физичарка

## Галерија
- Историја Универзитета у Варшави
- Улазна врата главнога кампуса 1944. године

- Важне зграде Универзитета у Варшави
- Главни универзитетски кампус
- Зграда Универзитетске библиотеке у ул. Добра 56/66
- Једна од универзитетских библиотека
- Главни улаз у зграду Универзитета у Варшави
- Опсерваторија

- Факултети Универзитета у Варшави
- Седиште Факултета Либералне уметности и Деканата Филозофског и социолошког факултета у ул. Нови Свјат 69
- Седиште Економског факултета у ул. Длуга 44/50
- Седиште Факултета за психологију у ул. Стопе 5/7
- Факултет примењене лингвистике
- Факултет права и администрације

- Познати студенти Универзитета у Варшави
- Tadeusz Borowski
- Frédéric Chopin
- Witold Gombrowicz
- Leonid Hurwicz
- Ryszard Kapuściński
- Leszek Kolakowski
- Jerzy Pniewski
- Bolesław Prus
- Alfred Tarski
- Olga Tokarczuk
- Ludwik Zamenhof